# Victor-Stanislas Chartrand
Pour les articles homonymes, voir Chartrand.
Victor-Stanislas Chartrand, né le 12 mars 1887 et mort le 11 février 1966, est un homme politique québécois. Il fut député à l'Assemblée nationale du Québec pour la circonscription de l'Assomption de 1944 à 1961. Il fut également vice-président de la Société Saint-Jean-Baptiste et membre des Chevaliers de Colomb.

## Biographie
Lors des élections générales de 1939, il se présente dans la circonscription de l'Assomption sous la bannière de l'Union nationale. Il est battu par le candidat libéral Bernard Bissonnette. Il se représente à nouveau lors des élections de 1944 et parvient cette fois à être élu. Il est par la suite réélu sans interruption dans sa circonscription lors des élections de 1948, 1952, 1956 puis 1960. Le 16 mars 1961, il démissionne de son poste de député, mais l'élection est annulée le 12 juillet 1961.

### Famille
Il est le beau-père du député Maurice Majeau.